# Triple saut masculin aux championnats du monde d'athlétisme en salle 2008
Navigation
2006 2010
Le concours du triple saut masculin des championnats du monde en salle de 2008 s'est déroulé les 7 et 9 mars 2010 au Palais vélodrome Luis Puig de Valence, en Espagne. Il est remporté par le Britannique Phillips Idowu.

## Résultats

### Finale
| Rang               | Athlète            | Pays        | Essais | Essais | Essais | Essais | Essais | Essais | Marque | Note |
| Rang               | Athlète            | Pays        | 1      | 2      | 3      | 4      | 5      | 6      | Marque | Note |
| ------------------ | ------------------ | ----------- | ------ | ------ | ------ | ------ | ------ | ------ | ------ | ---- |
| Médaille d'or      | Phillips Idowu     | Royaume-Uni | 17.10  | 17.75  | 17.56  | 17.45  | -      | X      | 17.75  | WL   |
| Médaille d'argent  | Arnie David Giralt | Cuba        | 17.43  | 17.47  | X      | 16.97  | -      | X      | 17.47  | PB   |
| Médaille de bronze | Nelson Évora       | Portugal    | X      | 17.26  | 17.27  | 17.26  | 16.76  | X      | 17.27  |      |
| 4                  | Fabrizio Donato    | Italie      | X      | 17.10  | X      | 17.27  | X      | X      | 17.27  | SB   |
| 5                  | Dmitrij Valukevic  | Slovaquie   | 16.88  | X      | X      | 17.14  | X      | X      | 17.14  | SB   |
| 6                  | Osniel Tosca       | Cuba        | 17.06  | 17.13  | X      | 16.84  | 17.04  | 16.62  | 17.13  | SB   |
| 7                  | Aarik Wilson       | États-Unis  | X      | 16.88  | X      | X      | 16.41  | 16.87  | 16.88  |      |
| 8                  | Danil Burkenya     | Russie      | 16.84  | 15.30  | 16.35  | X      | 16.31  | 15.62  | 16.84  |      |

## Légende
Records et Performances
- AR : Record continental (area record)
- CR : Record des championnats (championship record)
- MR : Record du meeting (meet record)
- NR : Record national (national record)
- OR : Record olympique (olympic record)
- PR : Record paralympique (paralympic record)
- PB : Record personnel (personal best)
- SB : Meilleure performance personnelle de la saison (season's best)
- WL : Meilleure performance mondiale de l'année (world leader)
- WJR : Record du monde junior (world junior record)
- WR : Record du monde (world record)

Circonstances et Conditions
- DNF : N'a pas terminé (did not finish)
- DNS : N'a pas pris le départ (did not start)
- DQ : Disqualification (disqualification)
- NM : Aucun essai valable enregistré (No Mark)
- Q : Qualifié « directement » au prochain tour (ou à la prochaine compétition), lors d'une compétition majeure, grâce au classement ou à la réalisation des minima (automatic qualifier)
- q : Qualifié au prochain tour (ou à la prochaine compétition), lors d'une compétition majeure, grâce au repêchage ou à la réalisation de l'une des meilleures performances parmi celles des « non qualifiés directement » (grâce au meilleur temps ou à la meilleure distance par exemple) (secondary qualifier)